# 순천향대학교 부속 천안병원
순천향대학교 부속 천안병원은 충청남도 천안시 동남구 순천향6길 31(봉명동)에 있는 순천향대학교 산하의 종합병원이다.

## 개요
1979년 5월 4일 설립허가를 받아 1982년 7월 7일에 개원하였다. 개설 당시에는 충청남도 지역에 종합병원이 하나도 없어 '의료 불모지'라고 불릴만큼 의료분야에 있어 소외된 지역이었으나 이 병원의 개원을 통해 충청남도의 대표적인 종합병원 중 하나로 꼽히고 있다. 2014년 현재 34개 진료과와 844병상 규모로 운영되고 있으며, 170여명의 교수진과 1600여명의 교직원이 근무하고 있다. 1999년 1월 부로 3차의료기관으로 승격되었다. 하지만 제5기(2024년~2026년) 3차의료기관 지정에서 제외되었다.
농약중독 치료에 있어서 세계적인 권위를 가진 것으로 인정받고 있는 홍세용 교수가 꾸준히 농약중독 연구에 매달려 농약중독 치료에 있어 최고의 수준을 자랑하고 있다. 1991년부터 전국에서 평균 400여명의 농약중독 환자가 이 병원을 방문하여 치료를 받고 있다. 이 때문에 2013년 2월에 발생했던 김종성 충청남도교육감의 음독 자살시도에도 이 병원으로 옮겨져 치료를 받은 끝에 호전되어 퇴원할 수 있었다.

## 연혁
- 1981년 3월 : 본관 기공
- 1982년 6월 : 병원 준공(대지 2,797평, 건물 1,391평), 의료기관 개설 허가(14개과 150병상)
- 1982년 7월 : 병원 진료 개시
- 1982년 12월 : 신관 중축 공사 기공(200병상)
- 1984년 5월 : 응급실 중축(본관1층 부, 50평)
- 1984년 10월 : 진료과 증설(신경외과)
- 1985년 2월 : 의료기관 동원업체 지정(보건사회부)
- 1985년 6월 : 군 수련기관 지정(국방부)
- 1985년 8월 : 모자보건센터 증축(별관-지하1층, 지상6층)
- 1985년 10월 :진료과 증설(흉부외과)
- 1986년 6월 : 진료과 증설(해부병리과)
- 1988년 5월 : 건물 증축(신별관-인공신장실, 중앙검사실, 중앙공급실)
- 1988년 7월 : 진료과 증설(성형외과)
- 1990년 5월 : 진료과 증설(신경과)
- 1991년 5월 : 진료과 증설(재활의학과)
- 1991년 8월 : 외래진료과·응급의료센터 증축
- 1996년 12월 : 연구관(종합건강진단센터, 의학연구관) 준공
- 1997년 5월 : 정신보건 전문요원 수련기관 지정
- 1999년 1월 : 3차 진료기관 지정, 진료과 증설(가정의학과, 산업의학과)
- 1999년 2월 : 진료과 증설(치료방사선과)
- 1999년 12월 : MR동 준공(1층-MRI실, 2층-병리과)
- 2000년 3월 : 본관 7층 확장 및 신과 8층 신축공사 준공
- 2001년 12월 : 임상의학연구소 개소
- 2002년 4월 : 순천향천안병원에서 순천향대학교 천안병원으로 명칭 변경. 진료과 증설(응급의학과), 무균실(5병상)을 갖춘 암환자 치료전문병동 완공
- 2002년 12월 : 당뇨교육전문병원 지정, 응급의료센터 현대화 완료
- 2003년 2월 : 분만실, 신생아실 현대화 완료
- 2004년 5월 : 교육관 및 장례식장 준공
- 2004년 7월 : 통증클리닉 진료 시작
- 2004년 10월 : 소화기병센터 개설
- 2005년 12월 : 병원 HI 변경(새 심볼마크, 로고타입 제정)
- 2007년 3월 : 감염내과 개설
- 2007년 10월 : 미숙아 발달 검사 대한민국에서 처음 시작
- 2008년 3월 : 류마티스내과 개설
- 2008년 10월 : 병원명칭변경(순천향대학교 천안병원 → 학교법인 동은학원 순천향대학교 부속 천안병원)
- 2008년 11월 : 의료법인에서 학교법인으로 전환
- 2010년 10월 : 콜센터 오픈
- 2010년 12월 : 암센터 오픈
- 2011년 1월 : 차세대 응급의료센터 오픈, 노발리스 티엑스 암치료센터 오픈
- 2011년 3월 : 핵의학과 신설
- 2011년 6월 : 건강증진센터 확장
- 2011년 9월 : 수면다원검사실 2실 개설, 석면환경보건센터 개소
- 2012년 2월 : 외래진료관 증축(359.6평 1185.58m2)
- 2012년 3월 : 신생아집중치료 충청지역센터 개소
- 2012년 7월 : 미용·성형 레이저클리닉 개설
- 2012년 12월 : 건강보험심사평가원 뇌졸중 치료 최우수 병원 선정 제2병원 건립 관련 천안시와 업무협약 체결
- 2013년 3월 : 이문수 병원장 천안-구미병원 관리원장 취임 고주파 온열 암치료 시작
- 2013년 4월 : 병상증설 허가(200실 844병상)
- 2013년 11월 : 소아청소년 수면장애클리닉 개설
- 2013년 12월 : 건강보험심사평가원 대장암·유방암 치료 최우수, 제왕절개분만 우수병원 선정
- 2014년 1월 : 제17대 병원장 이문수 교수 연임 및 부속병원 관리원장 취임
- 2014년 4월 : 순천향 창립 40주년 기념 의료봉사, 헌혈행사 실시
- 2014년 6월 : 심평원 선정 뇌졸중 치료(2년연속) 최우수 병원
- 2014년 7월 : 캄보디아 국립소아병원 경영진 초청연수 실시
- 2014년 12월 : 심평원 선정 위암수술, 췌장암수술, 고관절치환술 최우수 병원 심평원 선정 유방암(2년연속), 대장암(3년연속), 폐암 최우수 병원 의료기관 최초 국무총리 표창 수상 병상증설 허가(204실 885병상)
- 2015년 1월 : 최첨단 혈액검사 자동화 시스템 도입(Roche CCM)삼성전자와 환자후송 지원 협약 체결 상급종합병원 연속 선정
- 2015년 3월 : 국세청 모범 납세기관 선정 및 국세청장상 수상
- 2015년 4월 : 호흡기내과 결핵관리사업실, 보건복지부 장관상 수상 천광학원과 새병원 건립 업무협정 체결<건강보험심사평가원 혈액투석 적정성평가 최우수 병원 선정
- 2015년 6월 : 환경부와 ‘친환경 경영’ 업무협약 체결
- 2015년 7월 : 한국유전자검사평가원 유전자검사 정확도평가 최우수 병원 선정
- 2015년 8월 : 건강보험심사평가원 수술 후 감염예방관리 최우수 병원 선정
- 2015년 9월 : 건강검진결과 인터넷 조회서비스 시작
- 2016년 1월 : 건강보험심사평가원 폐렴 적정성평가 최우수 병원 선정 건강보험심사평가원 폐암 적정성평가 최우수 병원 선정 건강보험심사평가원 위암수술 적정성평가 최우수 병원 선정 제18대 병원장 이문수 교수 연임 및 부속병원 관리원장 취임
- 2016년 2월 : 보건복지부 ‘진료의뢰・회송수가 시범사업’ 수행병원 선정
- 2016년 3월 : 건강보험심사평가원 유방암 적정성평가 최우수 병원 선정 2015 복지부 응급의료기관 평가 최고등급 판정
- 2016년 4월 : 건강보험심사평가원 대장암 적정성평가 최우수 병원 선정
- 2016년 7월 : 대전충청지역 유일 ‘소아전문응급의료센터 법제화 및 참여기관’ 지정
- 2016년 9월 : 대전충청지역 최초 간호·간병 통합서비스 병동 개소
- 2016년 10월 : 병상축소(201실 878병상) 전국 최초 ‘소아전문응급의료센터’ 운영 개시
- 2016년 11월 : 직장어린이집 개원
- 2016년 12월 : U-20 월드컵 공식 지정병원 협약 체결
- 2017년 1월 : 1월건강보험심사평가원 만성폐쇄성폐질환 적정성평가 최우수 병원 선정 간호·간병 통합서비스 병상 2배 확충 (32병상 → 64병상)
- 2017년 3월 : 3월건강보험심사평가원 위암수술 적정성평가 최우수 병원 선정SPECT 1기 추가 도입
- 2017년 4월 : 4월건강보험심사평가원 폐암 적정성평가 최우수 병원 선정
- 2017년 5월 : 중부권 최초 '정보보호 관리체계(ISMS)' 인증 획득 건강보험심사평가원 유방암 적정성평가 최우수 병원 선정 건강보험심사평가원 대장암 적정성평가 최우수 병원 선정
- 2017년 6월 : 간호·간병 통합서비스 병상 확충 (63병상 → 87병상) 건강보험심사평가원 항생제 적정성평가 최우수 병원 선정 건강보험심사평가원 폐렴 적정성평가 최우수 병원 선정 인공신장실 확장 개관 (28병상 → 35병상)
- 2017년 7월 : 국민건강보험공단 ‘금연치료 협력 우수기관’ 선정 건강보험심사평가원 혈액투석 적정성평가 최우수 병원 선정
- 2017년 9월 : 충청남도,대전지방고용노동청,노동조합과 산업안전 및 사회적 책임 실천 협약 체결천안시와 장기기증 업무협약 체결
- 2017년 11월 : 일렉타 버-사HD 가동
- 2017년 12월 : 3주기 연속 상급종합병원 지정‘심층진찰 시범사업’시행
- 2018년 1월 : 선정01월응급의료센터, 행정안전부와 충청남도 공로표창 수상 석면환경보건센터, 환경부와 충청남도 공로표창 수상 제19대 병원장 이문수 교수 연임 및 부속병원 관리원장 취임
- 2018년 2월 : 건강보험심사평가원 만성폐쇄성폐질환 적정성평가 최우수 병원 선정
- 2018년 3월 : 채혈실 무인 자동화 접수시스템 도입
- 2018년 4월 : 새 주차타워(제2주차장, 241면) 완공
- 2018년 5월 : 고도비만수술전문클리닉 개설 건강보험심사평가원 급성기 뇌졸중 적정성평가 최우수 병원 선정
- 2018년 6월 : 건강보험심사평가원 중환자실 적정성평가 최우수 병원 선정
- 2018년 7월 : 건강보험심사평가원 유소아 급성중이염 항생제처방률(외래) 적정성평가 최우수 병원 선정
- 2018년 8월 : 건강보험심사평가원 중환자실 적정성평가 최우수 병원 선정
- 2018년 9월 : 건강보험심사평가원 항생제·주사제처방률 적정성평가 최우수 병원 선정
- 2018년 10월 : 장례식장 리모델링 재개장 임상의학연구센터 개소 생명사랑위기관리센터, 충남도지사 표창 버사HD 방사선암치료 1만례 기록  최첨단 3.0T MRI 3호기 도입
- 2018년 12월 : 뇌종양 뇌내시경수술 전문클리닉 개설
- 2019년 1월 : 보건복지부 응급의료기관 평가 최우수 병원 선정
- 2019년 2월 : 건강보험심사평가원 만성폐쇄성폐질환 적정성평가 최우수 병원 선정
- 2019년 3월 : 대전‧충청권 최단기 최다 간이식 수술 기록

건강보험심사평가원 폐렴 적정성평가 연속 최우수 병원 선정
- 2019년 5월 : 간호간병통합서비스 병상 확충(87병상 -> 13병상) 향설송원에 무인도서관 설치 건강보험심사평가원 위암·유방암 적정성평가 최우수 병원 선정
- 2019년 6월 : 건강보험심사평가원 수술의 예방적 항생제 사용평가 최우수 병원 선정 간호간병통합서비스 병상 확충(131병상 -> 176병상) 건강보험심사평가원 유소아 급성중이염 항생제 적정성 평가 최우수 병원 선정 국민건강보험공단 금연치료 협력 우수기관 선정
- 2019년 8월 : 충남지방경찰청 마음동행센터 개소충남지방경찰청 마음동행센터 개소 혁신형 의사과학자 융합연구센터 개소
- 2019년 9월 : 천안동남소방서 119특별구급대 업무협약 체결천안동남소방서 119특별구급대 업무협약 체결 의료기기중개임상지원센터, 소통기술 개발업무 협약체결 생명사랑위기관리센터, 보건복지부장관 공로표창 수상
- 2019년 10월 : 외래진료관 증개축 착수
- 2019년 12월 : 버사HD 방사선암치료 2만 건 돌파 건강보험심사평가원 신생아중환자실 적정성 평가 최우수 병원 선정 석면환경보건센터, 충청남도‧인사혁신처‧환경부 공로표창 수상
- 2020년 2월 : 코로나19 국민안심병원 지정
- 2020년 3월 : ‘대한민국 최고병원 21위’, 美 뉴스위크 평가
- 2020년 4월 : 입원전담전문의제도’로 암환자 의료서비스 강화
- 2020년 5월 : 천식 및 만성폐쇄성폐질환 치료 잘하는 우수병원 선정

다섯 번째 간호간병통합서비스 병동(별2A, 46병상) 개설
- 2020년 6월 : 중부권역 감염병 전문병원 선정

대장암‧폐암 적정성평가 1등급 획득
마취 적정성 평가 100점 만점으로 1등급 획득
외래관 증축(605.72m2) 및 리모델링 완료
- 2020년 7월 : 환자경험평가, 치료‧간호‧환자권리보장 영역 '전국 1위
- 2020년 8월 : 3년 연속 감염병 예방관리사업 우수기관 선정
- 2020년 11월 : 실험동물센터 개소
- 2020년 12월 : 제 4기 상급종합병원 지정 중환자실 적정성평가 2회 연속 ‘1등급’ 핵의학검사장비 ‘베리톤CT’ 국내 첫 도입
- 2023년 5월 2일 : 권역응급의료센터 지정
- 2025년 5월 7일 : 신축 병원 개원

## 권역응급의료센터
단국대학교병원과 함께 충남천안권역응급의료센터로 지정되어 경기도 평택시, 안성시, 충청남도 천안시, 당진시, 서산시, 아산시, 예산군, 태안군, 홍성군을 관할한다.